# Dónde está la luz
Dónde está la luz es el séptimo álbum de estudio de la banda de rock española Medina Azahara, publicado el 4 de octubre de 1993 por la discográfica Avispa Music, consiguiendo de nuevo un disco de oro por vender más de 50 000 copias vendidas. 
Fue también el último disco que grabó con el grupo el tecladista Pablo Rabadán, que abandonó la banda a primeros de 1994, entrando en su lugar Alfonso Ortega.

## Lista de canciones
1. "A Toda Esa Gente" - 4:46
2. "Palabras de Libertad" - 3:57
3. "La Luz de Mi Camino" - 4:33
4. "La Tierra Perdida (O.U.A.)" - 4:37
5. "No Quiero Pensar en Ese Amor" - 3:34
6. "No Necesito Palabras" - 3:57
7. "Tu Mirada" - 4:43
8. "El Pozo de Mi Sed" - 5:05
9. "Miedo a Despertar" - 3:07
10. "Dame Tu Mano" - 4:11
11. "Otoño" - 3:50

## Créditos
- Bajo – José Miguel Fernández
- Batería – Manuel Reyes
- Guitarra – Francisco Ventura
- Voz – Manuel Martínez
- Teclados – Pablo Rabadán